# Евней (сын Ясона)
Евней (др.-греч. Εὔνοιος). Персонаж древнегреческой мифологии. Сын Ясона и царицы острова Лемнос Гипсипилы. Когда аргонавты прибыли на остров Лемнос, они женились на местных женщинах. В результате союза Ясона и царицы острова родился Евней.
Согласно Еврипиду, его приметой с рождения служила золотая виноградная ветвь, по которой их позже узнала мать. Когда Гипсипила стала рабыней немейского царя Ликурга, Евней и его брат Тоант освободил мать и помогли ей возвратиться на родину После смерти Ясона его детей воспитал Орфей, научив Евнея игре на лире. Участник Немейских игр в гонках колесниц. По другой версии, победил в беге на Немейских играх. Гомер упоминает, что на десятый год осады Трои Евней, будучи царем Лемноса, послал грекам корабли с вином. Подарив Агамемнону и Менелаю по тысяче мер, Евней получил право продажи вина остальным грекам. Действующее лицо трагедии Еврипида «Гипсипила».